# Christopher Schøller Bülow
Christopher Schøller Bülow (1770-1830), stiftamtmand.
Han blev født i København som søn af kammerherre Hans Løvenhjelm Bülow til Thestrupgaard (1737-1803) og Isabelle født Schøller (død 1822).
Han blev i 1787 student, i 1790 kammerjunker hos kronprinsen, i 1792 juridisk kandidat, 1795 auskultant i rentekammeret, 1799 kammerherre, 1801 assessor i kancelliet, 1802 deputeret sammesteds.
I 1806 købte han godserne Nordfelt og Ålebæk på Møn.
I 1816 stiftamtmand i Sjællands Stift, 1817 gehejmekonferensråd, 1818 dispenseret fra sine embeder, fordi han kom under konkurs, 1820 suspenderet, fordi han var tiltalt for underslæb med offentlige midler, 1821 dømt til fængsel, indtil han tilbagebetalte de besvegne beløb og berøvet rang og adelsrettigheder. Han flygtede inden fængslingen til Hamborg, og her døde han i 1830. 
Han blev første gang gift 1795 med Anne Margrethe Baronesse Bolten (1778-1804), en datter af baron Henrik Bolten og dennes hustru, født Nørregaard. Anden gang giftede han sig 1806 med hofdame Emilie Augusta Marie baronesse Güldencrone, en datter af gehejmeråd, baron Christian Frederik Güldencrone og Marie Salome født von Gambs.
| Efterfulgte: Werner Jasper Andreas Moltke | Stiftamtmand over Sjællands Stift 1816 - 1821 | Efterfulgtes af: Frederik von Lowzow |